# حفاف العاصي
حفاف (كشاط) العاصي (الاسم العلمي:  Capoeta barroisi) ويعرف أيضا ببارب دجلة، وهو أحد أنواع شبوطيات المياه العذبة الشرقية في الشرق الأدنى. يصل طول هذا النوع إلى 20 سم وله على جوانبه نقاط بنية موزعة بعشوائية على القسم العلوي من الجسم.
كان يعتقد أنه يتوزع في حوض دجلة والفرات ويصل إلى إيران، ولكن الآن يعتقد أنه محصور في منطقة صغيرة في حوض نهر العاصي في تركيا، وسوريا، وهو الآن معرض للانقراض.